# Yllenus bactrianus
Yllenus bactrianus är en spindelart som beskrevs av Jekaterina Michajlovna Andrejeva 1976. Yllenus bactrianus ingår i släktet Yllenus och familjen hoppspindlar. Inga underarter finns listade i Catalogue of Life.